# Port Clements
Port Clements är en ort i Kanada.   Den ligger i North Coast Regional District och provinsen British Columbia, i den sydvästra delen av landet, 4 100 km väster om huvudstaden Ottawa. Port Clements ligger 17 meter över havet och antalet invånare är 440.
Terrängen runt Port Clements är platt. Havet är nära Port Clements åt nordväst. Trakten runt Port Clements är nära nog obefolkad, med mindre än två invånare per kvadratkilometer.. 
I omgivningarna runt Port Clements växer i huvudsak barrskog.